# Alan Archibald Campbell Swinton
Alan Archibald Campbell Swinton (Edinburgh, 18 oktober 1863 – Londen, 19 februari 1930) was een Brits elektrotechnicus. In 1908 beschreef hij in een ingezonden brief aan Nature een volledig elektronisch televisiesysteem.

## Biografie
Campbell Swintons vader was professor in de rechten aan de universiteit van Edinburgh. Zelf werd hij opgeleid aan het Fettes College. Na zijn ingenieursstudie ging hij aan de slag bij de elektrotechnische afdeling van Willem George Armstrongs bedrijf in Elswick-on-Tyne. Om indringen van vocht in de papieren isolatie van kabels te verhinderen omwikkelde hij de kabel met een loodmantel. Hiermee loste hij een belangrijk probleem op bij de aanleg van elektrische installaties in de scheepsbouw.
In 1887 opende hij in Londen zijn eigen ingenieursbureau. Hij voorzag Guglielmo Marconi van een aanbevelingsbrief voor William Henry Preece, de toenmalige hoofdingenieur van de British Post Office. Hierop werd Marconi door Preece uitgenodigd om een demonstratie te geven van zijn "apparaat" aan functionarissen van de posterijen in juli 1886. Het succes ervan leidde tot de wereldwijde invoering van draadloze telegrafie.
Nadat op 8 november 1895 de röntgenstralen waren ontdekt, was hij een van de eersten die de medische toepassing ervan onderzocht. Op 23 januari 1896 publiceerde hij in het tijdschrift Nature zijn eerste fotografisch opgenomen röntgenafbeelding. Ook bemerkte hij als eerste de warmtewerking die optreedt bij gefocuste kathodestralen. In 1915 werd hij gekozen tot Fellow of the Royal Society.

## Televisie
Zijn brief was een antwoord op een artikel in de Nature-editie van 4 juni 1908 van Shelford Bidwell, getiteld: "Telegraphic Photography and Electric Vision". Hierin werd aangegeven dat de elektromechanische televisie – gebaseerd op de Nipkowschijf – onoverwinbare problemen had door enerzijds het beperkt aantal scans per seconde (wat een flikkerend beeld oplevert) en anderzijds de relatief grote gaten in de schijf (met slechte resolutie tot gevolg).
Zijn reactie werd opgenomen in de Nature-editie van 18 juni 1908 onder de naam: "Distant Electric Vision". Hierin schreef hij dat de problemen van de elektromechanische televisie opgelost konden worden door gebruik te maken van twee kathodestralen (één bij de zender en één bij het ontvangststation) die synchroon afgebogen worden door de velden van twee, haaks op elkaar staande elektromagneten. Deze magneten worden gevoed met twee wisselstromen met verschillende frequenties zodat de straal het gehele beeldoppervlak aftast, binnen een tiende van een seconde – noodzakelijk om voordeel te hebben van het nalichten van het beeld.
In 1911 gaf hij een redevoering in Londen, waar hij in detail beschreef hoe televisiekijken verwezenlijkt kon worden. Namelijk door zowel aan de zend- als aan de ontvangstzijde kathodestraalbuizen te gebruiken. Dit was de eerste beschrijving van de elektronische televisie die vandaag de dag nog wordt gebruikt.
Ondanks zijn vooruitziende blik begreep hij maar al te goed dat voor de praktische uitvoering van zijn ideeën de tijd echter nog niet rijp was. Pas rond 1920 waren elektronenbuizen en fotocellen zover ontwikkeld dat experimenten van enige betekenis in deze richting konden worden gedaan, zoals door de Brit John Logie Baird, de Hongaar Kálmán Tihanyi en de Rus Vladimir Zworykin.